# Dorfgeschichten (Walzer)
Dorfgeschichten ist ein Walzer von Johann Strauss (Sohn) (op. 47). Das Werk wurde anlässlich eines Wohltätigkeitsfests am 18. September 1847 im Wiener Erholungs und Unterhaltungsort Wasserglacis erstmals aufgeführt.

## Einzelnachweis
1. ↑  Quelle: Englische Version des Booklets (Seite 55) in der 52 CDs umfassenden Gesamtausgabe der Orchesterwerke von Johann Strauß (Sohn), Hrsg. Naxos (Label). Das Werk ist als zweiter Titel auf der 19. CD zu hören.